# Johann Christian Bach
Johann Christian Bach (Leipzig, 5 september 1735 – Londen, 1 januari 1782) was een Duits componist.
Hij werd geboren te Leipzig als 6e en jongste zoon (het 11e van de 13 kinderen) uit het huwelijk van Johann Sebastian Bach met Anna Magdalena Wülcken (1701 - 1760). Hij kreeg les van zijn vader en na diens overlijden in 1750 van zijn 21 jaar oudere halfbroer Carl Philipp Emanuel Bach, met wie hij vanaf 1750 samenwoonde in Berlijn.
Johann Christian studeerde en verbleef van 1754 tot 1762 in Italië. Hij bekeerde er zich tot het katholieke geloof en werd organist van de kathedraal van Milaan. Tijdens zijn reizen in Italië leerde hij de Italiaanse opera's kennen die hem aanzetten tot het componeren van zijn opera's: Artaserse werd opgevoerd in Turijn, Catone in Utica en Alessandro nell'India kregen hun première in Napels.
Hij vestigde zich in 1762 in Londen, op dat moment het centrum van de Europese opera. Samen met componist en gambaspeler Karl Friedrich Abel richtte hij als een van de eersten publieke concerten op, de zogenaamde Bach-Abel concerts. Tot in 1781 vonden deze concerten plaats. Daarnaast organiseerde hij volksconcerten in Vauxhall, aan de oever van de Theems. Hij was gedurende 20 jaar de populairste musicus van Londen. Zijn muziek was licht van aard maar verloor aan populariteit tegen het einde van zijn leven.
In Londen componeerde hij verschillende succesvolle opera's. Hij was ook een hevig voorstander van de pianoforte die toen zijn opmars maakte.
Tijdens zijn verblijf in Londen in 1765 raakte de jonge Wolfgang Amadeus Mozart met hem bevriend tijdens diens verblijf in Engeland. Mozart had grote bewondering voor zijn muziek en bewerkte drie sonates uit het opus 5 van Johann Christian tot klavecimbelconcerten (KV 107/1-3). In de vroege werken van Mozart na 1765 is de stijl van Bach te herkennen. Dat Mozart bijzonder op deze jongste zoon van Bach gesteld was, blijkt onder meer uit brieven: "Ich liebe ihn, wie sie wohl wissen, von ganzem herzen, und habe Hochachtung für ihn" (brief van 27 augustus 1778).
Hij overleed kinderloos in Londen. Zowel de uitdrukking de Italiaanse Bach als de Londense Bach slaan op Johann Christian Bach.
Evenals zijn vader liet hij een oeuvre achter van meer dan 90 symfonieën, ongeveer 40 concerti, ruim 30 sonates en 14 opera's. Zijn stijl verschilt enorm van die van zijn broers Wilhelm Friedemann en Carl Philip Emanuel: zij beperkten zich tot instrumentale en sacrale muziek, terwijl Johann Christian zich ook aangetrokken voelde tot wereldlijke muziek, zoals blijkt in zijn opera's.